# Sam Clucas
Samuel Clucas, detto Sam (Lincoln, 25 settembre 1990), è un calciatore inglese, centrocampista del Lincoln City.

## Carriera
Dopo aver giocato per sette anni nelle giovanili del Leicester City ha trascorso la stagione 2008-2009 giocando a livello dilettantistico nella Central Midlands Alliance League (undicesima divisione inglese) con la maglia del Nettleham; successivamente è stato tesserato dal Lincoln City, club di quarta divisione: rimane in rosa per i Red Imps per l'intera stagione 2009-2010. Dopo aver giocato una partita nella Lincolnshire Senior Cup, fa il suo esordio vero e proprio tra i professionisti il 1º settembre 2009, giocando da titolare nella partita del Football League Trophy persa per 1-0 sul campo del Darlington, che è di fatto la sua seconda ed unica presenza stagionale con il club biancorosso, che al termine della stagione lo lascia svincolare. Nell'estate del 2010 va a giocare al Jerez Industrial nella quarta divisione spagnola, categoria in cui disputa 20 partite. Successivamente si accasa all'Hereford Utd, club con cui gioca 17 partite nella quarta divisione inglese nella stagione 2011-2012 e 41 partite (con anche 8 reti segnate) nella quinta divisione inglese nella stagione 2012-2013. Nella stagione 2013-2014 veste invece la maglia del Mansfield Town, con cui totalizza complessivamente 38 presenze e 8 reti nella quarta divisione inglese; nell'annata successiva gioca altre 5 partite con gli Stags in questa stessa categoria per poi trasferirsi in terza divisione al Chesterfield, con cui va in rete per 9 volte in 41 partite di campionato giocate (42 se si comprendono anche i play-off).
Ha giocato nella prima divisione inglese con l'Hull City e con lo Swansea City e nella seconda divisione inglese con l'Hull City, lo Stoke City ed il Rotherham Utd.
Nella stagione 2024-2025 gioca 8 partite nella quinta divisione inglese con l'Oldham Athletic per poi a stagione in corso fare ritorno al Lincoln City, in terza divisione.